# Eadberht III Præn
Eadberht III Præn (fl. VIII secolo) fu sovrano del Kent dal 796 al 798.

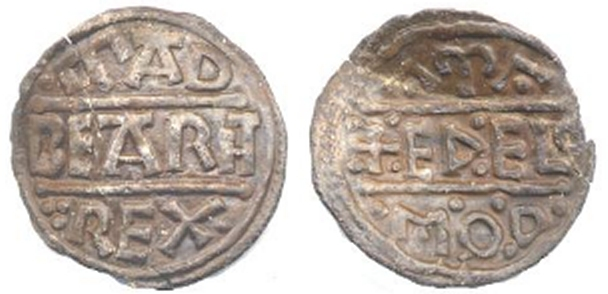
Moneta riportante il nome Eadberth III Præn

Il suo breve regno di una ribellione contro l'egemonia del regno di Mercia, segnando anche l'ultima volta come regno indipendente.
Re Offa di Mercia sembra aver regnato direttamente sul Kent dal 785 al 796, anno in cui, come ricorda la Cronaca anglosassone, re Offa morì e Eadberht, altro nome di Præn, prese il potere nel Kent. Eadberht sembra essere stato in precedenza in esilio in Europa sotto la protezione di Carlo Magno. La sua rivolta contro il dominio merciano sembra essere portata avanti per perseguire gli interessi franchi.
L'arcivescovo di Canterbury, Etelardo, che era pro-merciano, fuggì durante la rivolta. Cœnwulf di Mercia ebbe una corrispondenza epistolare con papa Leone III in cui emerge la preoccupazione per la situazione della Chiesa in Inghilterra. Proprio per questo il Papa accetterà la riconquista merciana del Kent e scomunicherà Eadbert (egli era stato prete). Col benestare papale, Cœnwulf riconquistò il Kent e catturò Eadberht nel 798. Secondo la Cronaca anglosassone fu portato prigioniero nella Mercia, dove fu accecato e gli furono tagliate le mani, mentre secondo Ruggero di Wendover fu lasciato libero da Coenwulf come atto di clemenza.